# 咔嚓咔嚓山

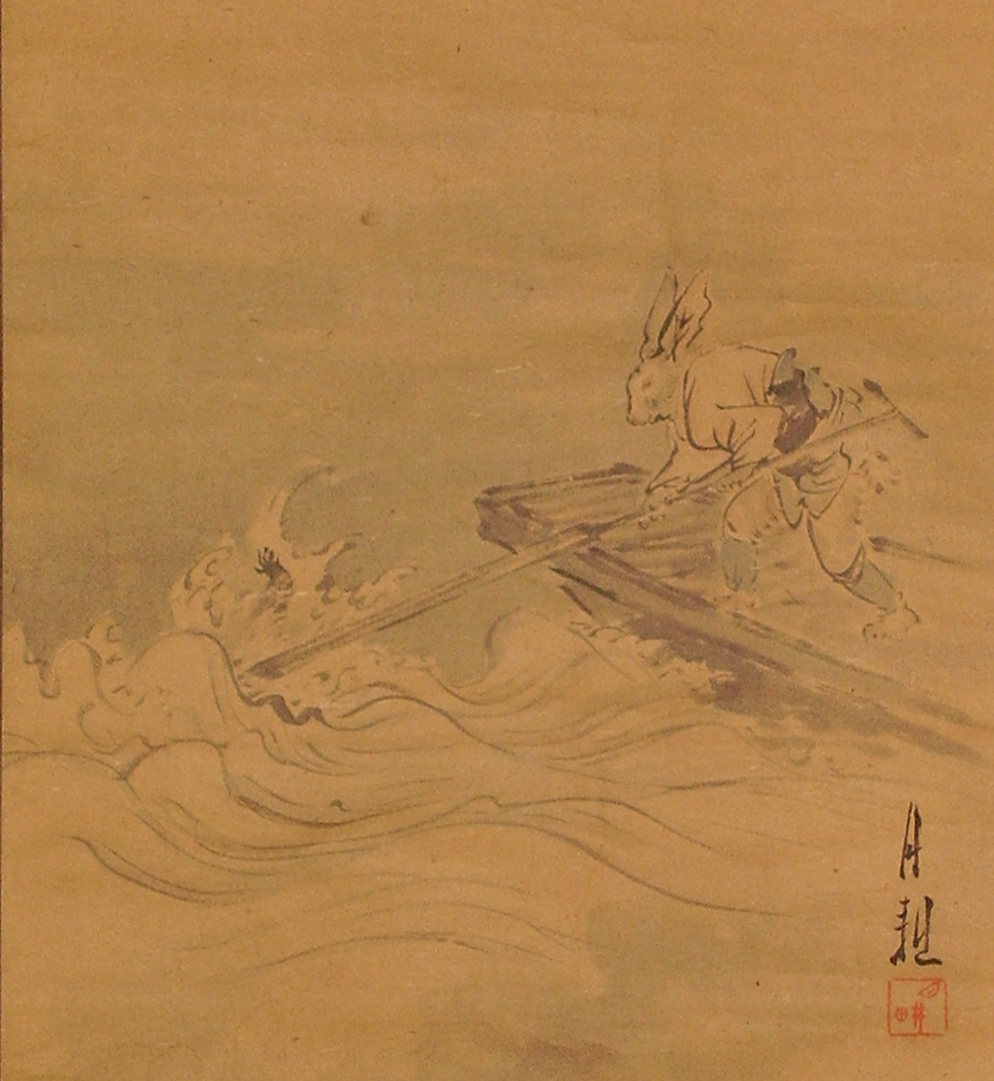
『咔嚓咔嚓山』（尾形月耕）

咔嚓咔嚓山是一則日本童話故事。

## 內容
在古代日本，有一對老夫妻以耕田為生。附近有一隻狸貓利用狸囃子，經常跑到老爺爺的田地偷蕃薯。老爺爺相當生氣，後來設下圈套，終於逮住了這隻狸貓。
老爺爺離家後，狸貓就對老奶奶說：「我不再做壞事了，幫您做家事吧。」老奶奶於是解開了圈套。狸貓之後利用一根木棒把老奶奶打死了，把老奶奶煮成肉湯，並裝扮成老奶奶。老爺爺回到家後，食用了那鍋肉湯。此時狸貓一邊大笑，一邊喊著：「老爺爺喝了老婆婆湯」，接著逃回山上，老爺爺才知道自己受騙了。       
老爺爺與平時疼愛的兔子商量後，兔子想出教訓狸貓的主意，於是兔子約狸貓一起上山砍柴。兔子在回來的路上，使用打火石“咔嚓咔嚓”，點燃了狸貓背著的木柴。狸貓聽到咔嚓咔嚓後覺得奇怪，於是詢問兔子剛才的“咔嚓咔嚓”是什麼聲音？兔子回答說“因為這座山叫咔嚓咔嚓山，所以咔嚓咔嚓鳥就會發出這種響聲”於是狸貓背部被火燒傷。兔子於是使用辣椒做的藥膏，假裝要幫狸貓塗藥。狸貓因過度疼痛，昏死過去。
之後，兔子約狸貓去釣魚。兔子與狸貓分別乘著兩條船出海，狸貓上的船，因為是用泥巴做的，終於慢慢地融化，狸貓溺水後，兔子將槳靠近狸貓並說：「快抓住這個吧！」然後用沉重的槳痛擊狸貓，最後狸貓沉入水中溺死，兔子幫老奶奶報了仇。
通常流行的版本当中将一些涉及血腥和暴力的内容做了改动。狸猫没有打死老奶奶，只是打昏了而已。最后兔子把狸猫救了上来，狸猫回去之后向老奶奶道歉了，老奶奶也原谅了它。

## 相關項目
- 盟神探湯
- 報復
- 玉兔 (歌舞伎)（日语：玉兎 (舞踊)）

## 外部連結
- 江戸時代の漢学者・帆足愚亭の「かちかち山」（页面存档备份，存于）